# NXT UK TakeOver: Blackpool

NXT UK TakeOver: Blackpool est une manifestation évènementielle de catch (lutte professionnelle) produite par World Wrestling Entertainment (WWE), fédération de catch américaine basée à Stamford, CT ; manifestation qui est télédiffusée, visible uniquement sur le WWE Network. L'événement se déroula le 12 janvier 2019 au sein de l'Empress Ballroom à Blackpool, dans le comté de Lancashire au Royaume-Uni. Il s'agit de la première édition de NXT UK TakeOver, et du tout premier évènement produit par la division anglaise de la fédération après son lancement.

## Contexte
Les spectacles de la World Wrestling Entertainment (WWE) sont constitués de matches aux résultats prédéterminés par les scénaristes de la WWE. Ces rencontres sont justifiées par des storylines – une rivalité entre catcheurs, la plupart du temps – ou par des qualifications survenues dans les shows de la WWE telles que Raw, SmackDown, NXT, 205 Live et NXT UK. Tous les catcheurs possèdent un gimmick, c'est-à-dire qu'ils incarnent un personnage gentil (face) ou méchant (heel), qui évolue au fil des rencontres dans l'optique de centraliser l'adhésion et l'engouement du public. Un événement comme NXT UK TakeOver est donc un événement tournant pour les différentes storylines et rivalités en cours,.

## Matches
| Numéro | Matches | Stipulations                                                |
| ------ | --- | ----------------------------------------------------------- |
| 1      | les Grizzled Young Veterans (James Drake & Zack Gibson) battent Moustache Mountain (Trent Seven & Tyler Bate) | Match par équipe pour le Championnat par équipe NXT UK      |
| 2      | Finn Bálor bat Jordan Devlin                                                                                  | Match simple                                                |
| 3      | Dave Mastiff bat Eddie Dennis                                                                                 | Match sans disqualification                                 |
| 4      | Toni Storm bat Rhea Ripley (c)                                                                                | Match simple pour le Championnat Féminin NXT United Kingdom |
| 5      | Pete Dunne (c) bat Joe Coffey                                                                                 | Match simple pour le Championnat WWE United Kingdom         |

### Tournoi pour le NXT UK Tag Team Championship
|  | Demi-finales NXT UK                                  | Demi-finales NXT UK     |       |       | Finale NXT UK TakeOver: Blackpool | Finale NXT UK TakeOver: Blackpool |
|  | Demi-finales NXT UK                                  | Demi-finales NXT UK     |       |       | Finale NXT UK TakeOver: Blackpool | Finale NXT UK TakeOver: Blackpool |
|  |                                                      |                         |       |       |                                   |                                   |
|  |                                                      |                         |       |       |                                   |                                   |
|  |                                                      |                         |       |       |                                   |                                   |
|  | Moustache Mountain (Trent Seven et Tyler Bate)       | Tombé                   |       |       |                                   |                                   |
|  | Moustache Mountain (Trent Seven et Tyler Bate)       | Tombé                   |       |       |                                   |                                   |
|  | Gallus (Wolfgang et Mark Coffey)                     |                         |       |       |                                   |                                   |
|  | Moustache Mountain                                   |                         |       |       |                                   |                                   |
|  |                                                      |                         |       |       |                                   |                                   |
|  |                                                      | Grizzled Young Veterans | Tombé |       |                                   |                                   |
|  | Grizzled Young Veterans (Zack Gibson et James Drake) | Grizzled Young Veterans | Tombé | Tombé |                                   |                                   |
|  | Grizzled Young Veterans (Zack Gibson et James Drake) |                         |       | Tombé |                                   |                                   |
|  | Flash Morgan Webster et Mark Andrews                 |                         |       |       |                                   |                                   |
|  |                                                      |                         |       |       |                                   |                                   |